# 1999年温布尔登网球锦标赛
1999年温布尔登网球锦标赛。

## 冠军
单打列出冠亚军以及决赛比分，双打列出冠军组合。

### 男子单打
皮特·桑普拉斯（美国）6-3 6-4 7-5 安德烈·阿加西（美国）

### 女子单打
林賽·达文波特（美国）6-4 7-5 施特菲·格拉芙（德国）

### 男子双打
马赫什·布帕蒂（印度）/利安德·帕斯（印度）

### 女子双打
科麗娜·莫拉留（美国）/林赛·达文波特（美国）

### 混合双打
麗莎·雷蒙德（美国）/利安德·帕斯（印度）

## 外部連結
- 官方網站（页面存档备份，存于）

| 前任： 1998年温布尔登网球锦标赛 | 温布尔登网球锦标赛 1999年 | 繼任： 2000年温布尔登网球锦标赛 |
| 前任： 1999年法国网球公开赛     | 网球大满贯 1999年         | 繼任： 1999年美国网球公开赛     |